# French Open-mesterskabet i herredouble 2017
French Open-mesterskabet i herredouble 2017 var den 116. turnering om French Open-mesterskabet i herredouble. Turneringen var en del af French Open 2017 og blev spillet i perioden 30. maj - 10. juni 2017 i Stade Roland Garros i Paris, Frankrig med deltagelse af 64 par.
Mesterskabet blev vundet af Ryan Harrison og Michael Venus, som i finalen besejrede Santiago González og Donald Young med 7-6(5), 6-7(4), 6-3 i en kamp, hvor det første servegennembrud først kom i tredje sæt. Harrison og Venus havde kun spillet sammen i tre måneder, inden triumfen, der var deres anden turneringssejr som par. De blev de første vindere af French Open-mesterskabet i herredouble siden kampformatet i 1990 blev ændret fra bedst af fem til bedst af tre sæt, der vandt titlen efter at have været i afgørende sæt i samtlige seks runder.  Michael Venus blev den første newzealænder, der vandt en grand slam-titel, siden Judy Chaloner vandt damedoublemesterskabet ved Australian Open 1979, og han blev den blot anden mandlige spiller fra New Zealand, der vandt en grand slam-titel i den åbne æra – den første var Onny Parun, der havde sejret ved French Open-mesterskabet i herredouble 1977.
Ingen af de fire finalister havde tidligere været i en grand slam-finale, og det var første gang siden 1993, at French Open-finalen i herredouble var et opgør mellem to useedede par. Santiago González var endvidere den første mexicaner i en grand slam-finale, siden Leonardo Lavalle tabte Wimbledon-finalen i herredouble i 1991.
Feliciano López og Marc López var forsvarende mestre men tabte i første runde til Julio Peralta og Horacio Zeballos med 6-2, 6-3.

## Pengepræmier og ranglistepoint
Den samlede præmiesum til spillerne i herredouble androg € 2.346.000 (ekskl. per diem), hvilket var en stigning på knap 8 % i forhold til året før.
| Resultat               | Pengepræmier | Pengepræmier | Ændring ift. 2016 | ATP-point |
| Resultat               | Pr. par      | Total        | Ændring ift. 2016 | ATP-point |
| ---------------------- | ------------ | ------------ | ----------------- | --------- |
| Vindere (1)            | € 540.000    | € 540.000    | +8,0 %            | 2.000     |
| Finalister (1)         | € 270.000    | € 270.000    | +8,0 %            | 1.200     |
| Semifinalister (2)     | € 132.000    | € 264.000    | +5,6 %            | 720       |
| Kvartfinalister (4)    | € 72.000     | € 288.000    | +5,9 %            | 360       |
| Tabere i 3. runde (8)  | € 39.000     | € 312.000    | +5,4 %            | 180       |
| Tabere i 2. runde (16) | € 21.000     | € 336.000    | +10,5 %           | 90        |
| Tabere i 1. runde (32) | € 10.500     | € 336.000    | +10,5 %           | 0         |
| Samlet præmiesum       | -            | € 2.346.000  | +7,8 %            | -         |

## Turnering

### Deltagere
Turneringen havde deltagelse af 64 par, der var fordelt på:
- 57 direkte kvalificerede par i form af deres ranglisteplacering pr. 22. maj 2017 (en uge før turneringens start).
- 7 par, der havde modtaget et wildcard.

#### Seedede spillere
De 16 bedst placerede af parrene på ATP's verdensrangliste pr. 22. maj 2017 blev seedet:
| Seedning | Rang. | Spiller                                    | Resultat     |
| -------- | ----- | ------------------------------------------ | ------------ |
| 1        | 3     | Henri Kontinen John Peers                  | Første runde |
| 2        | 8     | Pierre-Hugues Herbert Nicolas Mahut        | Første runde |
| 3        | 12    | Bob Bryan Mike Bryan                       | Anden runde  |
| 4        | 14    | Łukasz Kubot Marcelo Melo                  | Anden runde  |
| 5        | 17    | Jamie Murray Bruno Soares                  | Kvartfinale  |
| 6        | 26    | Feliciano López Marc López                 | Første runde |
| 7        | 27    | Ivan Dodig Marcel Granollers               | Kvartfinale  |
| 8        | 28    | Raven Klaasen Rajeev Ram                   | Anden runde  |
| 9        | 45    | Rohan Bopanna Pablo Cuevas                 | Tredje runde |
| 10       | 46    | Pablo Carreño Busta Guillermo García López | Meldte afbud |
| 11       | 47    | Jean-Julien Rojer Horia Tecău              | Tredje runde |
| 12       | 49    | Marcin Matkowski Édouard Roger-Vasselin    | Anden runde  |
| 13       | 52    | Florin Mergea Aisam-ul-Haq Qureshi         | Første runde |
| 14       | 53    | Fabrice Martin Daniel Nestor               | Første runde |
| 15       | 66    | Oliver Marach Mate Pavić                   | Anden runde  |
| 16       | 72    | Juan Sebastián Cabal Robert Farah          | Semifinale   |

#### Wildcards
Syv par modtog et wildcard til turneringen.
| Spillere                           | Resultat     |
| ---------------------------------- | ------------ |
| Grégoire Barrère Albano Olivetti   | Første runde |
| Mathias Bourgue Paul-Henri Mathieu | Første runde |
| Kenny de Schepper Vincent Millot   | Første runde |
| Jonathan Eysseric Tristan Lamasine | Første runde |
| Quentin Halys Adrian Mannarino     | Anden runde  |
| Grégoire Jacq Hugo Nys             | Første runde |
| Constant Lestienne Corentin Moutet | Anden runde  |

### Kvartfinaler, semifinaler og finale
| Juan Sebastián Cabal |
| Robert Farah         |

| Julio Peralta    |
| Horacio Zeballos |

| Juan Sebastián Cabal |
| Robert Farah         |

| Ryan Harrison |
| Michael Venus |

| Ryan Harrison |
| Michael Venus |

| Ivan Dodig        |
| Marcel Grannolers |

| Ryan Harrison |
| Michael Venus |

| Rogério Dutra Silva |
| Paolo Lorenzi       |

| Santiago González |
| Donald Young      |

| Fernando Verdasco |
| Nenad Zimonjić    |

| Fernando Verdasco |
| Nenad Zimonjić    |

| Jamie Murray |
| Bruno Soares |

| Santiago González |
| Donald Young      |

| Santiago González |
| Donald Young      |

### Første, anden og tredje runde
| Henri Kontinen |
| John Peers     |

| David Marrero |
| Tommy Robredo |

| David Marrero |
| Tommy Robredo |

| Scott Lipsky |
| Leander Paes |

| Scott Lipsky |
| Leander Paes |

| Radu Albot  |
| Chung Hyeon |

| David Marrero |
| Tommy Robredo |

| Ernesto Escobedo |
| Sam Querrey      |

| Juan Sebastián Cabal |
| Robert Farah         |

| Simone Bolelli |
| Fabio Fognini  |

| Ernesto Escobedo |
| Sam Querrey      |

| James Cerretani |
| Daniil Medvedev |

| Juan Sebastián Cabal |
| Robert Farah         |

| Juan Sebastián Cabal |
| Robert Farah         |

| Marcin Matkowski       |
| Édouard Roger-Vasselin |

| Nicholas Monroe |
| Artem Sitak     |

| Marcin Matkowski       |
| Édouard Roger-Vasselin |

| Andrés Molteni |
| Adil Shamasdin |

| Andrés Molteni |
| Adil Shamasdin |

| Facundo Bagnis       |
| Albert Ramos Viñolas |

| Andrés Molteni |
| Adil Shamasdin |

| Andre Begemann |
| Philipp Oswald |

| Julio Peralta    |
| Horacio Zeballos |

| Nikoloz Basilashvili |
| Matt Reid            |

| Andre Begemann |
| Philipp Oswald |

| Julio Peralta    |
| Horacio Zeballos |

| Julio Peralta    |
| Horacio Zeballos |

| Feliciano López |
| Marc López      |

| Łukasz Kubot |
| Marcelo Melo |

| Julien Benneteau |
| Jérémy Chardy    |

| Łukasz Kubot |
| Marcelo Melo |

| Diego Schwartzman |
| Fraces Tiafoe     |

| Ryan Harrison |
| Michael Venus |

| Ryan Harrison |
| Michael Venus |

| Ryan Harrison |
| Michael Venus |

| Nicolás Almagro |
| Steve Johnson   |

| Purav Raja   |
| Divij Sharan |

| Purav Raja   |
| Divij Sharan |

| Purav Raja   |
| Divij Sharan |

| Jonathan Eysseric |
| Tristan Lamasine  |

| Oliver Marach |
| Mate Pavić    |

| Oliver Marach |
| Mate Pavić    |

| Jean-Julien Rojer |
| Horia Tecău       |

| Thomaz Bellucci |
| Carlos Berlocq  |

| Jean-Julien Rojer |
| Horia Tecău       |

| Constant Lestienne |
| Corentin Moutet    |

| Constant Lestienne |
| Corentin Moutet    |

| Dustin Brown |
| Lu Yen-Hsun  |

| Jean-Julien Rojer |
| Horia Tecău       |

| Wesley Koolhof   |
| Matwé Middelkoop |

| Ivan Dodig        |
| Marcel Granollers |

| Malek Jaziri  |
| Andreas Seppi |

| Malek Jaziri  |
| Andreas Seppi |

| Marcus Daniell    |
| Marcelo Demoliner |

| Ivan Dodig        |
| Marcel Granollers |

| Ivan Dodig        |
| Marcel Granollers |

| Raven Klaasen |
| Rajeev Ram    |

| Kenny de Schepper |
| Vincent Millot    |

| Raven Klaasen |
| Rajeev Ram    |

| Roman Jebavý |
| Jiří Veselý  |

| Roman Jebavý |
| Jiří Veselý  |

| Grégoire Barrère |
| Albano Olivetti  |

| Roman Jebavý |
| Jiří Veselý  |

| Quentin Halys    |
| Adrian Mannarino |

| Rogério Dutra Silva |
| Paolo Lorenzi       |

| Maks Mirnyj     |
| Mikhail Juzjnyj |

| Quentin Halys    |
| Adrian Mannarino |

| Rogério Dutra Silva |
| Paolo Lorenzi       |

| Rogério Dutra Silva |
| Paolo Lorenzi       |

| Pablo Carreño Busta    |
| Guillermo García López |

| Florin Mergea        |
| Aisam-ul-Haq Qureshi |

| Fernando Verdasco |
| Nenad Zimonjić    |

| Fernando Verdasco |
| Nenad Zimonjić    |

| Victor Estrella Burgos |
| Bernard Tomic          |

| Julian Knowle |
| Florian Mayer |

| Julian Knowle |
| Florian Mayer |

| Fernando Verdasco |
| Nenad Zimonjić    |

| Brian Baker   |
| Nikola Mektić |

| Sam Groth        |
| Robert Lindstedt |

| Sam Groth        |
| Robert Lindstedt |

| Sam Groth        |
| Robert Lindstedt |

| Philipp Petzschner |
| Alexander Peya     |

| Bob Bryan  |
| Mike Bryan |

| Bob Bryan  |
| Mike Bryan |

| Jamie Murray |
| Bruno Soares |

| Janko Tipsarević |
| Viktor Troicki   |

| Jamie Murray |
| Bruno Soares |

| Steve Darcis |
| Benoît Paire |

| Mikhail Jelgin  |
| Karen Khatjanov |

| Mikhail Jelgin  |
| Karen Khatjanov |

| Jamie Murray |
| Bruno Soares |

| Treat Huey    |
| Denis Istomin |

| Rohan Bopanna |
| Pablo Cuevas  |

| Robin Haase    |
| Dominic Inglot |

| Treat Huey    |
| Denis Istomin |

| Mathias Bourgue    |
| Paul-Henri Mathieu |

| Rohan Bopanna |
| Pablo Cuevas  |

| Rohan Bopanna |
| Pablo Cuevas  |

| Fabrice Martin |
| Daniel Nestor  |

| Santiago González |
| Donald Young      |

| Santiago González |
| Donald Young      |

| Jonatha Erlich |
| André Sá       |

| Jonatha Erlich |
| André Sá       |

| Martin Kližan |
| João Sousa    |

| Santiago González |
| Donald Young      |

| Jan-Lennard Struff |
| Mischa Zverev      |

| Nick Kyrgios    |
| Jordan Thompson |

| Grégoire Jacq |
| Hugo Nys      |

| Jan-Lennard Struff |
| Mischa Zverev      |

| Nick Kyrgios    |
| Jordan Thompson |

| Nick Kyrgios    |
| Jordan Thompson |

| Paul-Henri Mathieu |
| Nicolas Mahut      |